# مولاي عبد الله (مركز حضري)
مركز مولاي عبد الله، هو مركز حضري ساحلي، ضمن جماعة مولاي عبد الله. ينتمي المركز إداريا إلى قيادة أولاد بوعزيز الشمالية، دائرة الجديدة، إقليم الجديدة، جهة الدار البيضاء السطات. يبلغ عدد سكان هذا المركز 12.456 نسمة حسب الإحصاء العام للسكن والسكنى لسنة 2014، ويشتهر بتنظيم واحد من أكبر المواسم في المغرب، وهو موسم مولاي عبد الله أمغار لفن التبوريدة والصيد بالصقور الذي يستقبل أزيد من مليوني زائر سنويا.